# Costera cyclophylla
Costera cyclophylla là một loài thực vật có hoa trong họ Thạch nam. Loài này được (Airy Shaw) J.J.Sm. & Airy Shaw mô tả khoa học đầu tiên năm 1935.